# قطع التربيق

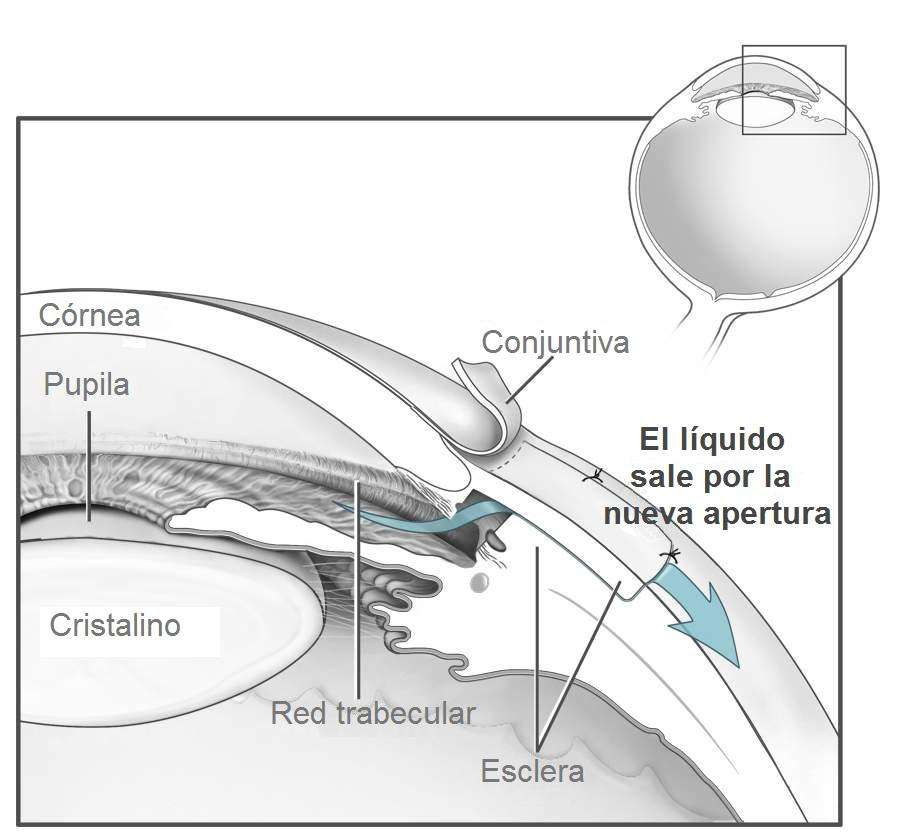

قطع التربيق (بالإنجليزية: Trabeculectomy)‏، هو إجراء جراحي يُستخدم في علاج الزرق «الماء الأزرق» من أجل تخفيف الضغط داخل العين، وذلك عن طريق إزالة جزء من شبكة التربيق في العين والبنى المجاورة لها. يُعد أكثر عمليات الزرق شيوعًا، التي تسمح بتصريف الخلط المائي من داخل العين إلى أسفل الملتحمة حيث يُمتص. أُجري هذا الإجراء للمرضى خارج المشفى بشكل شائع تحت العناية التخديرية المُراقبة، باستخدام الإحصار خلف المقلة أو الإحصار حول المقلة أو مزيج من التخدير الموضعي والتخدير تحت محفظة تينون. ونظرًا للمخاطر المرتفعة المرتبطة بإحصار المقلة، أصبح التخدير الموضعي بإعطاء مسكنات خفيفة أكثر شيوعًا، وقد يُستخدم التخدير العام في حالات نادرة، خاصةً عند المرضى غير المتعاونين في أثناء العمل الجراحي.

## الإجراء
يُنشأ جيب أولي تحت الملتحمة ومحفظة تينون، ويُعالج قاع الجرح عدة ثوان إلى دقائق باستخدام الميتوميسين سي (بجرعة 0.2-0.5 ميليغرام/ميلليمتر) أو 5 فلورو يوراسيل (بجرعة 50 ميليغرام/ميلليمتر).
تساعد هذه العلاجات الدوائية على منع تندب وسادة التصفية عن طريق تثبيط تكاثر الخلايا الأرومية الليفية. بدلًا من ذلك، يمكن أن تُستخدم مواد مساعدة غير دوائية تمنع التندب الشديد الذي يسببه ترمم الجروح، مثل زرع شبكة الكولاجين. يفضل بعض الجراحين إجراء الشقوق الملتحمية «المستندة إلى القبوة» ويستخدم آخرون الشقوق «المستندة إلى الحوف» عند الوصل بين القرنية والصلبة والتي قد تسمح بوصول أسهل في العيون ذات الأثلام العميقة. تؤخذ بعد ذلك شريحة جزئية السماكة مع قاعدتها عند الوصل بين القرنية والصلبة بعد الكي الدقيق للمنطقة المانحة، وتُشكل نافذة تحت الشريحة باستخدام أداة كيلي بنش لإزالة جزء من الصلبة وقناة شليم والشبكة التربيقية للدخول إلى الغرفة الأمامية. بسبب خروج السوائل، ستنسدل القزحية جزئيًا عبر الفراغ في الصلبة وعادةً ما يُجرى قطع القزحية في هذه المرحلة. يمنع قطع القزحية انسداد الفتحة في المستقبل. ثم تُخاط الشريحة المأخوذة من الصلبة بشكل رخو في مكانها مع عدة غرز. تغلق الملتحمة بطريقة محكمة ضد الماء في نهاية العملية.

## الآلية
يمكن خفض الضغط داخل العين عن طريق السماح بتصريف الخلط المائي من داخل العين عبر: (1) الرشح عبر منطقة فغر الصلبة حول هوامش الشريحة نحو وسادة التصفية التي تتشكل تحت الملتحمة، (2) الرشح عبر قنوات في شريحة الصلبة إلى ما تحت الملتحمة، (3) الرشح عبر النسيج الضام لشريحة الصلبة تحت الملتحمة إلى النهايات المقطوعة لقناة شليم (4) تدفق الخلط المائي إلى نهايات قناة شليم المقطوعة إلى القنوات الجامعة والأوردة فوق الصلبة و(5) إلى الشق الذي يفصل بين الجسم الهدبي والصلبة إذا قطعت الأنسجة خلف مهماز الصلبة.

## الرعاية بعد العمل الجراحي
تُوقَف عادةً أدوية الزرق إلى حين تحسن تدفق الخلط المائي نحو الوسادة. تتكون الأدوية الموضعية عادةً من قطرات المضادات الحيوية أربع مرات في اليوم والعلاج المضاد للالتهاب، مثل قطرات بريدنيزولون كل ساعتين. تُغطى العين حتى زوال مفعول التخدير (الذي يخدر أيضًا العصب البصري) وتُستأنف الرؤية.
يُطلب من المرضى الاتصال بالطبيب على الفور عند الشعور بألم لا يمكن للأدوية المسكنة التقليدية السيطرة عليه أو في حال تدني الرؤية، وعدم فرك العين وارتداء غطاء العين ليلًا لعدة أيام تالية للجراحة.
إذا استخدم 5 فلورو يوراسيل أثناء الجراحة أو في حال عدم استخدام أي عامل مضاد للتليف، يمكن حقن 5 ملغ من 5 فلورو يوراسيل يوميًا بين اليوم السابع واليوم الرابع عشر بعد الجراحة. في الأيام أو الأسابيع التالية، يمكن فك الخيوط الجراحية التي تثبت شريحة الصلبة باستخدام الليزر الحال للخيوط لخفض الضغط داخل العين عن طريق تحسين التدفق الخارجي. عند فك الغرز بالليزر، يستخدم ليزر ذو ضوء أحمر وعدسة لاصقة لاختراق الملتحمة دون إجراء جروح وقطع خيوط النايلون السوداء. يفضل بعض الجراحين الغرز القابلة للتعديل التي يمكن إرخاؤها في وقت لاحق باستخدام ملقط ومصباح شقي في العيادة.